# Supasan Arjrod
Supasan Arjrod (thailändisch ศุภสัณท์ อาจรอด, * 14. August 2003), auch als Titel bekannt, ist ein thailändischer Fußballspieler.

## Karriere
Supasan Arjrod erlernte das Fußballspielen in der Jugendmannschaft des Erstligisten BG Pathum United FC. Als Jugendspieler wurde er die Saison 2021/22 an den Zweitligisten Raj-Pracha FC aus der Hauptstadt Bangkok ausgeliehen. Sein Zweitligadebüt gab Supasan Arjrod am 12. September 2021 (2. Spieltag) im Heimspiel gegen den Chiangmai FC. Hier wurde er in der 76. Minute für Chanapach Buaphan eingewechselt. Chiangmai gewann das Spiel 3:0. Als Jugendspieler absolvierte er 15 Zweitligaspiele. Die Hinrunde der Saison 2022/23 spielte er Leihweise beim Drittligisten Angthong FC. Mit dem Verein aus Ang Thong spielte er achtmal in der Western Region der Liga. Im Dezember 2022 kehrte er zu BG zurück. Am 1. Juni 2023 unterschrieb er seinen ersten Profivertrag bei BG Pathum United. Im August 2023 wechselte er auf Leihbasis zum Drittligisten RM Phayao FC. Mit dem Verein aus Phayao spielt er 17-mal in der Northern Region der Liga. Im Sommer 2024 kehrte er zu BG zurück. Hier wurde sein Vertrag jedoch nicht verlängert. Zu Beginn der Saison 2024/25 unterschrieb er in Chachoengsao einen Vertrag beim Drittligisten Chachoengsao Hi-Tek FC. Mit dem Klub spielt er in der Eastern Region der Liga.